# 1880 dans les chemins de fer
Chronologie des chemins de fer
1879 dans les chemins de fer - 1880 - 1881 dans les chemins de fer

## Évènements
- Construction d’une voie de chemin de fer qui permet l’exploitation des mines et du bois du Norrland suédois.

- 1er avril.  Roumanie :   fondation de la Căile Ferate Române ou Compania Naţională de Căi Ferate CFR SA.

- 1er mai.  France :   ouverture de la ligne Montsoult-Maffliers - Luzarches.

- 10 mai.  Espagne :   ouverture de la section Lugo - Puebla de San Julian du chemin de fer de Ponferrada à La Corogne (compañía de los Ferrocarriles de Asturias, Galicia y León).

- 14 mai.  France :   ouverture par la Compagnie du Midi des sections Millau - Sévérac-le-Château et Sévérac-le-Château - Rodez du chemin de fer de Millau à Rodez (forment aujourd'hui tout ou partie des lignes Béziers - Neussargues et Rodez - Sévérac-le-Château).

- 6 juin.  France :   ouverture du chemin de fer de Condom à Port-Sainte-Marie. (compagnie du Midi).

- 20 juin.  Espagne :   ouverture de la section San Quirico - Ripoll du chemin de fer de Barcelone à San Juan de las Abadessas (Sociedad de ferrocarril y minas de San Juan de las Abadessas).

- 1er juillet.  Royaume-Uni :   inauguration de la gare de Manchester Central.

- 19 septembre.  France :   ouverture de la section Challans - La Roche-sur-Yon de la ligne Nantes - La Roche-sur-Yon par Challans (réseau de l'État).

- 19 novembre.  France :   ouverture totale de la ligne de Carnoules à Gardanne par ouverture de la section Trets - Carnoules.
- 22 novembre :
  - Espagne : dissolution de la Sociedad de Caceres a Malpartida y a la frontera portuguesa après absorption de la sociedad del Tajo
  - France : ouverture de la section de Sainte-Gauburge à Gacé, de la ligne Sainte-Gauburge - Mesnil-Mauger.

- 7 décembre.  Espagne :   création à Madrid de la Sociedad de los Ferrocarriles de Madrid à Caceres y Portugal (MCP).

## Naissances
- 13 septembre : Raoul Dautry voit le jour à Montluçon. Il dirigea la reconstruction du réseau du Nord après la Première Guerre mondiale et sera directeur de la Compagnie des chemins de fer de l'État de 1928 à 1937.

## Décès
- x

## Statistiques
- France continentale : 26 609 km de voies ferrées, chemins de fer d'intérêt général et local, chemins de fer industriels et tramways, sont en exploitation[1].
- Russie : 20 000 kilomètres de voies ferrées (1 500 en 1865).